# Élections régionales de 2002 en Mecklembourg-Poméranie-Occidentale
Les élections régionales de 2002 en Mecklembourg-Poméranie-Occidentale (en allemand : Landtagswahl in Mecklenburg-Vorpommern 2002) se tiennent le 22 septembre 2002, afin d'élire les 71 députés de la 4e législature du Landtag pour un mandat de quatre ans.
Le scrutin est marqué par une nouvelle victoire du SPD du ministre-président Harald Ringstorff, qui accroît la majorité relative. Ringstorff se maintient au pouvoir à la tête d'une nouvelle « coalition rouge-rouge ».

## Contexte
Aux élections régionales du 27 septembre 1998, le SPD devient le premier parti du Mecklembourg-Poméranie-Occidentale en rassemblant 34,3 % des suffrages exprimés et 27 députés sur 71 au Landtag.
Il devance ainsi la CDU du ministre-président Berndt Seite, qui passe ainsi au deuxième rang des forces politiques régionales. Elle remporte en effet 30,2 % des voix, ce qui lui permet de faire élire 24 parlementaires. Elle est suivie du PDS, qui monte à 24,4 % des suffrages et 20 députés. Aucune autre force politique ne franchit le seuil des 5 %, mais la DVU d'extrême droite réalise une petite percée en totalisant 2,9 % des exprimés, devant les Grünen et le FDP.
Harald Ringstorff est ensuite investi ministre-président, à la tête d'une « coalition rouge-rouge » qui réunit le SPD et le PDS, dans laquelle le ministre du Travail socialiste Helmut Holter est vice-ministre-président. Au cours du vote d'investiture, huit députés refusent d'apporter leur soutien à Ringstorff, confirmant un malaise au sein du Parti social-démocrate quant à gouverner avec les héritiers du SED.

## Mode de scrutin
Le Landtag est constitué de 71 députés (en allemand : Mitglied des Landtags, MdL), élus pour une législature de quatre ans au suffrage universel direct et suivant le scrutin proportionnel de Hare.
Chaque électeur dispose de deux voix : la première (en allemand : Wahlkreisstimme) lui permet de voter pour un candidat de sa circonscription selon les modalités du scrutin uninominal majoritaire à un tour, le Land comptant un total de 36 circonscriptions ; la seconde voix (en allemand : Landesstimme) lui permet de voter en faveur d'une liste de candidats présentée par un parti au niveau du Land.
Lors du dépouillement, l'intégralité des 71 sièges est répartie à la proportionnelle sur la base des secondes voix uniquement, à condition qu'un parti ait remporté 5 % des voix au niveau du Land ou un mandat uninominal. Si un parti a remporté des mandats au scrutin uninominal, ses sièges sont d'abord pourvus par ceux-ci.
Dans le cas où un parti obtient plus de mandats au scrutin uninominal que la proportionnelle ne lui en attribue, la taille du Landtag est augmentée afin de rétablir la proportionnalité.

## Campagne électorale

### Principaux partis et chefs de file
| Parti | Parti                                                                              | Chef de file                           | Résultat de 1998           |
| ----- | ---------------------------------------------------------------------------------- | -------------------------------------- | -------------------------- |
|       | Parti social-démocrate d'Allemagne Sozialdemokratische Partei Deutschlands         | Harald Ringstorff (Ministre-président) | 34,3 % des voix 27 députés |
|       | Union chrétienne-démocrate d'Allemagne Christlich Demokratische Union Deutschlands | Eckhardt Rehberg                       | 30,2 % des voix 24 députés |
|       | Parti du socialisme démocratique Partei des Demokratischen Sozialismus             | Angelika Gramkow                       | 24,4 % des voix 20 députés |

### Sondages
| Institut                | Date       | CDU  | SPD  | Grünen | FDP   | PDS    |
| ----------------------- | ---------- | ---- | ---- | ------ | ----- | ------ |
| Institut                | Date       |      |      |        |       |        |
| Emnid                   | 16/09/2002 | 33 % | 37 % | 3 %    | 3 %   | 19 %   |
| Infratest dimap         | 12/09/2002 | 33 % | 40 % | 2 %    | 4 %   | 17 %   |
| Emnid                   | 09/09/2002 | 34 % | 37 % | 3 %    | 4 %   | 18 %   |
| Infratest dimap         | 04/09/2002 | 35 % | 37 % | 2 %    | 4,5 % | 18,5 % |
| Emnid                   | 02/09/2002 | 36 % | 37 % | 3 %    | 3 %   | 17 %   |
| Forschungsgruppe Wahlen | 01/09/2002 | 33 % | 38 % | 4 %    | 4 %   | 18 %   |
| Infratest dimap         | 28/08/2002 | 33 % | 36 % | 2 %    | 4 %   | 20 %   |
| Emnid                   | 26/08/2002 | 38 % | 35 % | 3 %    | 4 %   | 15 %   |
| Emnid                   | 19/08/2002 | 38 % | 32 % | 3 %    | 5 %   | 18 %   |
| Emnid                   | 12/08/2002 | 39 % | 33 % | 3 %    | 5 %   | 18 %   |
| Emnid                   | 02/08/2002 | 39 % | 32 % | 3 %    | 5 %   | 19 %   |
| Infratest dimap         | 03/07/2002 | 36 % | 35 % | 1 %    | 5 %   | 20 %   |
| Emnid                   | 22/06/2002 | 38 % | 30 % | 3 %    | 7 %   | 18 %   |
| Emnid                   | 23/05/2002 | 41 % | 30 % | 1 %    | 4 %   | 19 %   |
| Emnid                   | 29/01/2002 | 39 % | 32 % | 1 %    | 3 %   | 17 %   |
| Infratest dimap         | 24/01/2002 | 37 % | 29 % | 2 %    | 3 %   | 23 %   |
| Emnid                   | 03/11/2001 | 32 % | 32 % | 3 %    | 4 %   | 24 %   |

## Résultats

### Voix et sièges
|                                   | Parti social-démocrate d'Allemagne (SPD)      | Parti social-démocrate d'Allemagne (SPD)      | 388 054   | 40,19 | 24        | 4             | 394 118 | 40,63 | 9  | 33 | 6             |  |  |  |  |  |
|                                   | Union chrétienne-démocrate d'Allemagne (CDU)  | Union chrétienne-démocrate d'Allemagne (CDU)  | 316 511   | 32,78 | 12        | 2             | 304 125 | 31,35 | 13 | 25 | 1             |  |  |  |  |  |
|                                   | Parti du socialisme démocratique (PDS)        | Parti du socialisme démocratique (PDS)        | 173 330   | 17,95 | 0         | 2             | 159 065 | 16,40 | 13 | 13 | 7             |  |  |  |  |  |
|                                   | Parti libéral-démocrate (FDP)                 | Parti libéral-démocrate (FDP)                 | 51 851    | 5,37  | 0         | en stagnation | 45 676  | 4,71  | 0  | 0  | en stagnation |  |  |  |  |  |
|                                   | Alliance 90 / Les Verts (Grünen)              | Alliance 90 / Les Verts (Grünen)              | 16 986    | 1,76  | 0         | en stagnation | 25 402  | 2,62  | 0  | 0  | en stagnation |  |  |  |  |  |
|                                   | Parti de l'offensive de l'État de droit (PRO) | Parti de l'offensive de l'État de droit (PRO) | 9 543     | 0,99  | 0         | Nv.           | 16 483  | 1,70  | 0  | 0  | Nv.           |  |  |  |  |  |
|                                   | Parti national-démocrate d'Allemagne (NPD)    | Parti national-démocrate d'Allemagne (NPD)    | 2 877     | 0,30  | 0         | en stagnation | 7 718   | 0,80  | 0  | 0  | en stagnation |  |  |  |  |  |
|                                   | Autres                                        | Autres                                        | 6 484     | 0,67  | 0         | en stagnation | 17 444  | 1,80  | 0  | 0  | en stagnation |  |  |  |  |  |
|                                   |                                               |                                               |           |       |           |               |         |       |    |    |               |  |  |  |  |  |
| Votes valides                     | Votes valides                                 | Votes valides                                 | 965 636   | 97,16 |           |               | 970 031 | 97,61 |    |    |               |  |  |  |  |  |
| Votes blancs et nuls              | Votes blancs et nuls                          | Votes blancs et nuls                          | 28 186    | 2,84  | 23 791    | 2,39          |         |       |    |    |               |  |  |  |  |  |
| Total                             | Total                                         | Total                                         | 993 822   | 100   | 36        | en stagnation | 993 822 | 100   | 35 | 71 | en stagnation |  |  |  |  |  |
| Abstentions                       | Abstentions                                   | Abstentions                                   | 414 533   | 29,43 |           |               | 414 533 | 29,43 |    |    |               |  |  |  |  |  |
| Nombre d'inscrits / participation | Nombre d'inscrits / participation             | Nombre d'inscrits / participation             | 1 408 355 | 70,57 | 1 408 355 | 70,57         |         |       |    |    |               |  |  |  |  |  |

### Analyse
Pour la première fois depuis la fondation du Land en 1990, le taux de participation enregistre une chute, de presque neuf points. Il se maintient tout de même au-dessus de 70 %, profitant encore une fois de la concomitance des élections fédérales.
Alors que les sondages le donnaient perdant un mois avant le scrutin, le SPD du ministre-président Harald Ringstorff remporte une franche victoire. Avec plus de 40 % des voix et les deux tiers des circonscriptions en sa faveur, il échoue à seulement trois sièges de la majorité absolue. Il tire pleinement profit de l'effondrement du PDS, dont la participation au gouvernement ne semble pas faire recette, puisqu'il chute de huit points et perd un tiers de son groupe parlementaire. La CDU reste stable, tandis que le FDP manque de 0,3 point de faire son retour au Landtag.

### Conséquences
Le 6 novembre 2002, Ringstorff est de nouveau investi ministre-président à la tête d'une « coalition rouge-rouge », dans laquelle le ministre de l'Environnement socialiste Wolfgang Methling est vice-ministre-président. Malgré le net renforcement du SPD, le PDS conserve ses trois ministères.